# 余止
余止（1461年—？年），字景山，四川敘州府富順縣人，民籍，明朝政治人物。

## 生平
四川鄉試第十名舉人。弘治三年（1490年）中式庚戌科三甲第一百六十七名進士。

## 家族
曾祖余興泰；祖父余志軒，封主事；父余璨，母劉氏。